# Résolution 1611 du Conseil de sécurité des Nations unies
Membres permanents
- Chine
- États-Unis
- France
- Royaume-Uni
- Russie

Membres non permanents
- Algérie
- Argentine
- Bénin
- Brésil
- Danemark
- Grèce
- Japon
- Philippines
- Roumanie
- Tanzanie

Résolution no 1610 Résolution no 1612
La résolution 1611 du Conseil de sécurité des Nations unies, adoptée à l’unanimité le 7 juillet 2005, réaffirme les principes de la Charte des Nations unies et des résolutions 1373 (2001) et 1566 (2004) et condamne les attentats de Londres du 7 juillet 2005.
Le Conseil de sécurité réaffirme la nécessité de lutter contre les menaces à la paix et à la sécurité internationales résultant d’actes terroristes et a condamné les attentats à la bombe qui ont fait de nombreux blessés et morts à Londres. Elle a exprimé sa sympathie et ses condoléances aux familles des victimes et au peuple et au gouvernement du Royaume-Uni.
La résolution appelle tous les États à coopérer pour traduire les auteurs en justice conformément à leurs obligations en vertu de la résolution 1373. Enfin, le Conseil conclu en exprimant sa détermination à lutter contre toutes les formes de terrorisme.